# Liste der Bodendenkmäler in Ihrlerstein
Auf dieser Seite sind die Bodendenkmäler in der niederbayerischen Gemeinde Ihrlerstein zusammengestellt. Diese Tabelle ist eine Teilliste der Liste der Bodendenkmäler in Bayern. Grundlage ist die Bayerische Denkmalliste, die auf Basis des Bayerischen Denkmalschutzgesetzes vom 1. Oktober 1973 erstmals erstellt wurde und seither durch das Bayerische Landesamt für Denkmalpflege geführt wird. Die folgenden Angaben ersetzen nicht die rechtsverbindliche Auskunft der Denkmalschutzbehörde.

## Bodendenkmäler in Ihrlerstein
| Lage                   | Objekt                                                                               | Akten-Nr.     | Bild |
| ---------------------- | ------------------------------------------------------------------------------------ | ------------- | ---- |
| Ihrlerstein (Standort) | Grabhügel vorgeschichtlicher Zeitstellung.                                           | D-2-7036-0048 |      |
| Ihrlerstein (Standort) | Schürfgrubenfelder vor- und frühgeschichtlicher bzw. mittelalterlicher Zeitstellung. | D-2-7036-0049 |      |
| Ihrlerstein (Standort) | Verebnete Grabhügel vorgeschichtlicher Zeitstellung.                                 | D-2-7036-0056 |      |
| Ihrlerstein (Standort) | Siedlung der späten Latènezeit.                                                      | D-2-7036-0176 |      |
| Ihrlerstein (Standort) | Siedlung der späten Latènezeit.                                                      | D-2-7036-0177 |      |
| Ihrlerstein (Standort) | Felsdach Jagerloch mit Siedlung mesolithischer und vorgeschichtlicher Zeitstellung.  | D-2-7037-0024 |      |
| Ihrlerstein (Standort) | Grabhügel vorgeschichtlicher Zeitstellung.                                           | D-2-7037-0025 |      |
| Ihrlerstein (Standort) | Grabhügel der Bronze- und Hallstattzeit.                                             | D-2-7037-0026 |      |
| Ihrlerstein (Standort) | Grabhügel vorgeschichtlicher Zeitstellung.                                           | D-2-7037-0027 |      |
| Ihrlerstein (Standort) | Grabhügel vorgeschichtlicher Zeitstellung.                                           | D-2-7037-0028 |      |
| Ihrlerstein (Standort) | Grabhügel der Bronzezeit.                                                            | D-2-7037-0029 |      |
| Ihrlerstein (Standort) | Grabhügel vorgeschichtlicher Zeitstellung.                                           | D-2-7037-0030 |      |
| Ihrlerstein (Standort) | Grabhügel vorgeschichtlicher Zeitstellung.                                           | D-2-7037-0031 |      |
| Ihrlerstein (Standort) | Grabhügel vorgeschichtlicher Zeitstellung.                                           | D-2-7037-0032 |      |
| Ihrlerstein (Standort) | Grabhügel vorgeschichtlicher Zeitstellung.                                           | D-2-7037-0033 |      |
| Ihrlerstein (Standort) | Mittelalterlicher Turmhügel.                                                         | D-2-7037-0034 |      |
| Ihrlerstein (Standort) | Schürfgrubenfelder vor- und frühgeschichtlicher bzw. mittelalterlicher Zeitstellung. | D-2-7037-0035 |      |
| Ihrlerstein (Standort) | Siedlung vor- und frühgeschichtlicher Zeitstellung.                                  | D-2-7037-0036 |      |
| Ihrlerstein (Standort) | Siedlung vor- und frühgeschichtlicher Zeitstellung.                                  | D-2-7037-0140 |      |
| Ihrlerstein (Standort) | Siedlung vor- und frühgeschichtlicher Zeitstellung.                                  | D-2-7037-0141 |      |
| Ihrlerstein (Standort) | Schürfgrubenfeld vor- und frühgeschichtlicher bzw. mittelalterlicher Zeitstellung.   | D-2-7037-0160 |      |
| Ihrlerstein (Standort) | Siedlung der Bronzezeit.                                                             | D-2-7037-0206 |      |